# Jimi Tenor
Jimi Tenor, pseudonimo di Lassi Lehto (Lahti, 1965), è un compositore e polistrumentista finlandese.
Principale esponente della cosiddetta "generazione cocktail" in Finlandia negli anni novanta, ha inciso diversi album per il catalogo dell'etichetta Warp fra cui il cupo Intervision (1997) e Organism (1999). Prende il suo nome d'arte dal suo strumento musicale preferito: il sassofono tenore. Parallelamente alla propria carriera musicale, Tenor ha realizzato cortometraggi, si è cimentato nella fotografia, nella pittura e nella creazione di abiti.

## Stile musicale
Lo stile "kitsch" ed eclettico di Tenor è incentrato prevalentemente su stili quali funk, il soul e il jazz ed è contaminato dal rock alternativo, dal glam, dalla psichedelia e dallaelettronica e da quella afroamericana. Altre fonti di ispirazione dell'artista sono il cinema anni settanta di serie B e la pop art di Andy Warhol. Nelle sue tracce, che non superano mai la durata di sette minuti e che sono a volte arrangiate con alcuni strumenti musicali da lui creati insieme al designer Matti Knaapi, Tenor canta spesso in falsetto. Qualcuno sottolinea che la sua musica è stata eseguita con un approccio che è stato definito "vintage" e "finlandese" in quanto, secondo quanto riportato nella sua biografia officiale online, sarebbe "funzionale, ma saturo di humour nero e di un carattere romantico nazionale". Dopo alcune incursioni nel rock sperimentale con gli Shamans a cui è seguita una breve fase elettronica, l'artista ha approfondito il discorso del funk, del soul e del jazz.

## Discografia

### Album in studio

#### Solisti
- 1994 -  Sähkömies
- 1995 - Europa (colonna sonora)[4]
- 1997 - Intervision
- 1999 - Organism
- 2000 - Out Of Nowhere
- 2001 - Utopian Dream
- 2003 - Higher Planes
- 2004 - Beyond The Stars
- 2006 - Deutsche Grammophon ReComposed

#### Collaborazioni e altri progetti (parziale)[9]
- 1996 - Kocmoc (con Mika Vainio e attribuito a Kosmos)
- 2000 - Heliopause (attribuito agli Impostor Orchestra)
- 2000 - City of Women 1 (attribuito ai City of Women)
- 2007 - Joystone (con i Kabu Kabu)
- 2008 - 4th Dimension (con i Kabu Kabu)
- 2009 - Inspiration Information (con Tony Allen)
- 2012 - The Mystery Of Aether (con i Kabu Kabu)
- 2013 - Soft Focus (con Lary 7 e Mia Theodoratus)

### Singoli ed EP
- 1987 - Xrays/Still in Love (con gli Shamans)
- 1988 - Closer/Some Fun (con gli Shamans)
- 1989 - Crisis/Fight (con gli Shamans)
- 1990 - Ugh/Snooker (con gli Shamans)
- 1991 - Vera/Diana (con gli Shamans)
- 1995 - Take Me Baby
- 1996 - Can't Stay with You Baby
- 1997 - Outta Space
- 1997 - Sugardaddy/Part 2
- 1997 - Sugardaddy
- 1997 - Sugardaddy/Take Me Baby
- 1998 - Venera EP
- 1999 - Year of Apocalypse
- 1999 - Total Devastation
- 2000 - Spell
- 2001 - Cosmic Relief EP
- 2006 - Sunrise EP (con i Kabu Kabu)
- 2008 - Mystery Spot